# Harmony Hall
Harmony Hall is een nummer van de Amerikaanse indiepopband Vampire Weekend uit 2019.
Het nummer kenmerkt zich door een vrolijk geluid. Het werd enkel een hitje in België, met een 50e positie in de Vlaamse Ultratop 50. In Nederland werd het nummer vooral gedraaid door stations die alternatieve muziek draaien.